# Coleophora troglodytella
Coleophora troglodytella is een vlinder uit de familie van de kokermotten (Coleophoridae). De wetenschappelijke naam van de soort is voor het eerst geldig gepubliceerd in 1842 door Duponchel.